# Szendei Ádám
Szendei Ádám, született Szinger (Dúzs, 1919. november 26. – Budapest, 1991. október 5.) belgyógyász szakorvos, szakíró.

## Életpályája
Egy Tolna vármegyei községben született, egyszerű sváb család hatodik gyermekeként. Apja még ugyan ebben az évben meghalt. A félárva, de értelmes gyermeket tanítója a pécsi Pius gimnáziumba küldte. Érettségi után ferences rendi kispapnak tanult Szécsényben. Ezt a világot szűknek érezte és a következő évét már a budapesti Orvostudományi Egyetemen kezdte. Végzés után Issekutz professzor meghívására a Gyógyszertani Intézetben kezdte pályafutását. Sikeres belgyógyásszá Haynal és Gömöri professzorok nevelték.
1953-ban súlyos autóbalesete érte, amely után 1957-ben kénytelen volt a klinikai munkáját abbahagyni, ekkor indult újságírói, tudományos szakírói karrierje. 1960-tól tolókocsiba kényszerült, mindkét alsó végtagja megbénult.
Számos napilap, folyóirat (Családi Lap, Delta, Élet és Tudomány, Képes Újság, Magyarország, Népszabadság, Népszerű Technika) a Magyar Rádió és számos külföldi orvosi lap (Selecta, Praxis Kurier, Medical Tribune) munkatársa volt 1991-ben bekövetkezett haláláig. 
A legismertebb könyvei az Orvos a családban és a Gyógyszer a családban voltak, az utóbbi mű 4. kiadását belgyógyász szakorvos, családorvos lányával (Dr. Szendei Katalin-nal) együtt készítette el.

## Kitüntetései
1990-ben életműve elismeréséül Akadémiai Újságírói Díjat és az orvostudományok kandidátusa címet nyerte el.

## Legismertebb könyvei
- Amit a szívbetegségről tudni kell (Medicina, 1958)
- Korunk betegsége: a magas vérnyomás (Medicina, 1958)
- Szervezetünk ventilátora a tüdő (Medicina, 1958)
- Ismerkedjünk meg a vesebetegségekkel (Medicina, 1959)
- Miért káros az elhízás (Medicina, 1959)
- Egészségünk kiskönyve (Gondolat Könyvkiadó, 1960)
- Fáj a fejem...; Egyetemi Ny., Bp., 1960 (A Medicina kiskönyvtára)
- A jó emésztés (Medicina, 1964)
- Magas a vérnyomása? (Medicina, 1974)
- Orvos a családban (Medicina, A kiadás éve: 1984 ISBN szám:963-241-158-7 Oldalszám: 351)
- Gyógyszer a családban (Medicina, 1991)

## Emlékezete
- Szendei Ádám Emlékérem